# Napad na filię Kredyt Banku przy ul. Żelaznej w Warszawie
Napad na filię Kredyt Banku przy ul. Żelaznej w Warszawie – wydarzenie z 3 marca 2001 roku, kiedy trzyosobowa grupa przestępców zamordowała czworo pracowników Filii nr 6 I Oddziału Kredyt Banku przy ul. Żelaznej 67 na warszawskiej Woli i dokonała kradzieży gotówki. W wyniku napadu skradziono blisko 105 tys. zł.

## Przebieg
Sprawcami napadu byli trzej pochodzący z Łochowa pracownicy agencji ochroniarskich: Krzysztof Matusik, Marek Rafalik i Grzegorz Szelest. Jeden z nich – Krzysztof Matusik – był strażnikiem w Filii nr 6 i specjalnie na potrzeby napadu zamienił się dyżurem ze swoim zmiennikiem Stanisławem Woltańskim. W sobotę 3 marca 2001 roku przed godziną 8 Krzysztof Matusik pod pretekstem zostawienia munduru wszedł do Filii przy ul. Żelaznej, wprowadzając swojego wspólnika Grzegorza Szelesta, który następnie zastrzelił Stanisława Woltańskiego (jego ciało ukryli w studzience odpływowej). Następnie Matusik wpuścił do budynku mające rozpocząć pracę kasjerki i zaczekał, aż te zejdą do podziemia banku i otworzą sejf, by pobrać gotówkę. W tym czasie Matusik z Szelestem wpuścili do budynku trzeciego napastnika Marka Rafalika i sterroryzowali kasjerki. Następnie Szelest zamordował kobiety, strzelając im w głowy. Sprawcy skradli 76 tys. 44 zł i równowartość ok. 30 tys. zł w obcych walutach.
Bliscy kasjerek, które nie wróciły do domów po zakończeniu pracy (tego dnia filia pracowała do godziny 13), zaalarmowali pracowników banku. Wezwano policjantów, którzy odnaleźli ciała zabitych.
Ofiary napadu:
1. Mariola Młynarska (lat 29)
2. Agnieszka Radulska (lat 29)
3. Stanisław Woltański (lat 50)
4. Anna Zembaty (lat 33)

## Śledztwo i proces
Sprawcy zostali zatrzymani w wyniku śledztwa w lipcu 2001 roku. Obciążające zeznania złożył brat jednego ze sprawców, któremu sprawcy polecili spalić ubrania używane w trakcie napadu.
Krzysztof Matusik, Marek Rafalik i Grzegorz Szelest zostali oskarżeni o cztery zabójstwa ze szczególnym okrucieństwem oraz kradzież około 100 tysięcy zł., partnerka Marka Rafalika – Kamila Maniecka, u której sprawcy ukryli część łupu – o niepowiadomienie o zabójstwie i kradzieży i paserstwo, natomiast jej ojciec o paserstwo. Proces rozpoczął się 4 marca 2002, a wyrok zapadł 3 czerwca tego samego roku. Sąd zgodził się na ujawnienie nazwisk i wizerunku oskarżonych. Wszyscy trzej sprawcy zostali skazani na karę dożywocia z ograniczoną możliwością starania się o przedterminowe warunkowe zwolnienie. Grzegorz Szelest, który zastrzelił wszystkie cztery ofiary, będzie mógł starać się o przedterminowe zwolnienie po 40 latach, Krzysztof Matusik – po 35 latach, natomiast Marek Rafalik po 25 latach. W lutym 2003 roku sąd apelacyjny utrzymał wyroki sądu okręgowego. Kamila Maniecka została skazana na 6 lat więzienia, zaś jej ojciec na dwa lata pozbawienia wolności w zawieszeniu na pięć lat.